# Pavel Kappel
Pavel Kappel (* 24. března 1976) je český historik umění, kritik, kurátor a cestovatel, odborník na konstruktivní umění 60. let 20. století a propagátor tvorby malíře Zdeňka Sýkory. Je autorem či spoluautorem řady odborných publikací a katalogů výstav (např. Kmeny 0, Zdeněk Sýkora 90, 1968:computer.art).

## Život
Po studiu na Gymnáziu Wilhelma Piecka (němčina a humanitní vědy) absolvoval v roce 2004 obor historie umění na Filozofické fakultě Univerzity Karlovy v Praze. Diplomovou práci Tvorba Zdeňka Sýkory a její specifika v rámci konkrétního umění napsal pod vedením profesora Petra Wittlicha. Od té doby se dílem Zdeňka Sýkory a jeho propagací systematicky zabývá.
Během studií si přivydělával jako řidič rikši, v níž vozil po Praze zahraniční turisty, jako designer ve společnosti Lighthouse Entertainment a artdirector ve Freedom Advertising. Mezi lety 1999–2001 se podílel na vydávání internetového uměleckého magazínu Bazar.
V roce 2004 nastoupil jako designér, copywriter a brand manažer do studia AnFas, kde pracoval (s přestávkou mezi lety 2008–2011) do roku 2017. V současnosti podniká na volné noze. V letech 2008–2010 působil jako kurátor, sestavil například výstavu Spolu, která otevřela novou Galerii města Louny a výstavy Zdeňka Sýkory v Galerii hlavního města Prahy a v olomouckém Muzeu umění. Podílel se rovněž na organizaci putovní výstavy kolekce Hans-Petera Rieseho s názvem Dialogue Across Borders, souborné výstavě díla Jana Kubíčka v Galerii hlavního města Prahy, výstavě o počátcích počítačového umění, pořádané Moravskou galerií v Brně pod názvem 1968:computer.art Archivováno 31. 3. 2019 na Wayback Machine. nebo přehlídce ze sbírek lounské Galerie Benedikta Rejta s titulem Konstruktivní tendence. Mezi uměním a křehkou stabilitou. O umění příležitostně publikuje, například v časopise Art+Antiques.
V roce 2012 se připojil k Výzvě proti nulové mzdě, iniciativě umělců, kurátorů a teoretiků činných v oblasti výtvarného umění, která usilovala o symetričtější a transparentnější vztah mezi galeriemi financovanými z veřejných zdrojů a těmi, kteří se podílejí na jejich kulturním programu – povětšinou umělci a kurátory.

## Rodina
Je ženatý, jeho žena Petra je dcerou herce a moderátora Vladimíra Čecha. S Vladimírem Čechem a jeho přáteli chodil každý rok o prázdninách tzv. hřebenovky – výlety po červené turistické značce, která vede nejblíže hranic. Skupině se tímto způsobem povedlo postupně obejít celou republiku, Vladimír Čech se ovšem poslední etapy nedožil.

## Propagace díla Zdeňka Sýkory
Od studií na Filozofické fakultě UK se systematicky zabývá propagací a uspořádáním díla malíře Zdeňka Sýkory. Kurátorsky sestavil několik výstav věnovaných čistě Sýkorovi nebo Sýkorovi a jeho současníkům – Zdeněk Sýkora: Letná XL (Galerie Zdeňka Sklenáře, 2009), Spolu (Galerie města Louny, 2010), Barva a prostor (Muzeum umění Olomouc, 2010), Zdeněk Sýkora 90 (Galerie hlavního města Prahy, 2010).
Společně s Lenkou Sýkorovou pracuje na několikadílném projektu Sýkorovy monografie, jehož cílem je důkladně zmapovat celý Sýkorův život a tvorbu. Ze zamýšleného celku zatím vyšly dvě knihy – Grafika (2008, Gallery) a Rozhovory (2009, Gallery).

## Lovci zážitků
V roce 2015 se podílel na přípravě scénáře pro netradiční cestovatelský magazín Lovci zážitků, který připravila agentura Czech Tourism. Série představila několik turisticky zajímavých lokalit Česka, přičemž se soustředila hlavně na pestrou nabídku turistických aktivit, které destinace nabízejí. Poté se objevil i v roli jednoho z hlavních protagonistů magazínu vedle zpěvačky Tonyi Graves, fotografa Tomáše Třeštíka a hudebníka Adama Vopičky.